# Lon Landau

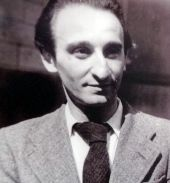
Lon Landau

Lon Landau (Antwerpen, 19 juni 1910 - Bergen-Belsen, na 15 april 1945) was een schilder, regisseur en decorontwerper bij de Koninklijke Nederlandsche Schouwburg in Antwerpen. Hij overleed in het concentratiekamp Bergen-Belsen in 1945.
Lon Landau was de zoon van Wolff Landau en Amalie Springer (gestorven in augustus 1946). Hij verkreeg op 26 november 1926 de Belgische nationaliteit. Hij deed zijn militaire dienst in 1936 als soldaat, IIe bataljon, 4e batterij, 2e artillerieregiment.

## Avant-gardist en decorontwerper
Landau werkte onder meer samen met regisseur en speler bij het Brusselse Vlaamsche Volkstooneel Johan de Meester junior en met de componist van Joodse afkomst Daan Sternefeld, die in tegenstelling tot Landau tijdens de bezetting wel aan deportatie zal ontsnappen. Landau gold als lievelingsleerling van (toneel)auteur Herman Teirlinck.
Landau was in de jaren ’30 van de 20ste eeuw actief bij de avant-garde groep ‘111’.
 Aan deze groep waren ook Jan Brouwers, Angèle Delen, Jet Naessens, Luc Philips, Martha de Wachter en Cara van Wersch verbonden. Groep ’111’ repeteerde op een zolderkamer boven een kolenhandelaar in een steegje aan de Kroonstraat in Borgerhout. De groep beoefende in die jaren met veel idealisme en weinig middelen het genre van het ’spreekkoor’. Deze spreekkoren gelden als een vroege vorm van ’multidisciplinair theater’.
Landau verbleef een tijd in Palestina, maar keerde met malaria naar Europa terug.

Landau, zelf ook een Jood, was betrokken bij de Belgische première op 8 januari 1938 van het toneelstuk De Zachte Keel, dat eerst in Duitsland in première was gegaan, maar dat na honderden voorstellingen op een wenk van hogerhand werd afgebroken vanwege de vroegere samenwerking van toneelauteur Felix Timmermans met de Jood Eduard Veterman, hoewel dit toen niet met zoveel woorden als oorzaak werd opgegeven.
Hij verbleef van 1929 tot 1940 in Berchem, op de Lode Van Berckenlaan, 34.

## Bezetting en deportatie
Tijdens de bezetting van België door nazi-Duitsland verblijft hij in de Aurorastraat 1 in Brussel en, tussen 1941 en 1943, op de Waversesteenweg 109, in Elsene.
Als Vlaming van Joodse afkomst en vanwege zijn activiteiten binnen het communistische verzet, werd hij op 22 januari 1943 uiteindelijk gearresteerd. Hij belandde in de Mechelse Kazerne Dossin de Saint-Georges (SS-Sammellager für Juden). Die was door de Duitse bezetter als verzamel- en doorgangskamp ingericht. Hij werd er ingeschreven als een ‘B’, een Belgische burger die dankzij zijn nationaliteit in eerste instantie in België mocht blijven en dus niet zou worden gedeporteerd. Landau werd ingeschakeld in het vermaak voor de gevangenen. Landau werd een van de drie 'officiële' schilders. De kampcommandant stond toe dat in het kamp een marionettentheater voor de Joodse kinderen werd ingericht. Landau maakte er de marionetten voor.
In het kamp vertrouwt hij een andere gevangene toe: “Wanneer ik op een dag dood zal gaan, zullen ze op mijn grafsteen schrijven, hier ligt de neus van Lon Landau; een meter lager ligt zijn eigenaar”. Op 4 april 1944 werd hij op het konvooi XXIV/17 naar Auschwitz gezet. Hij nam aan de dodenmars van Auschwitz naar Mauthausen deel. In dat kamp werd hij op 28 januari 1945 geregistreerd. We vinden zijn spoor terug op 3 februari 1945 in Neuengamme, waar hij vanuit Gusen, een Kommando van Mauthausen, werd geëvacueerd. Hij overleefde de kampen niet. De bevrijding van het concentratiekamp Bergen-Belsen op 15 april 1945, waar hij uiteindelijk was beland (in Block 12), maakte hij nog net mee, maar hij stierf er aan buiktyfus, opgelopen als vrijwillige hulpverlener.
De Koninklijke Academie voor Schone Kunsten van Antwerpen (Artesis Hogeschool), heeft de prijs voor Theaterkostuum, een van de afstudeerprijzen die op de interne wedstrijden daar kunnen worden behaald, naar Lon Landau genoemd.